# Arkley View

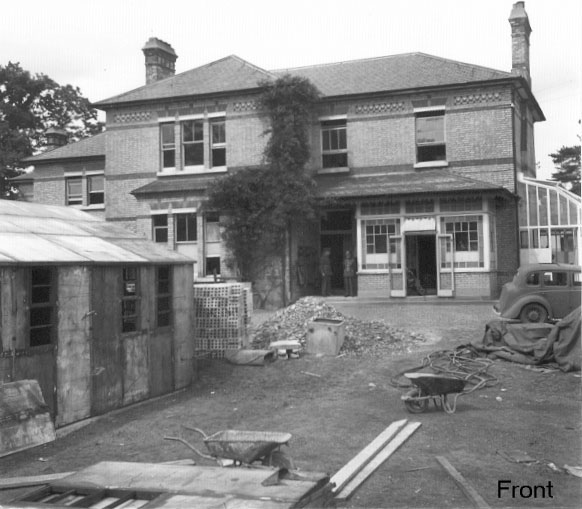
Arkley View im Jahr 1943

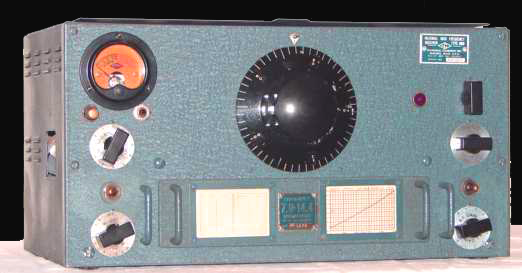
Der HRO der National Radio Company war der meistverwendete Funkempfänger in den britischen Y stations

Arkley View ist ein ehemaliges Landhaus, das im Norden Londons stand. Im Zweiten Weltkrieg befand sich hier die Datenzentrale, in der die Funksendungen gesammelt wurden, die von über das ganze Land verteilten Amateurfunkstationen abgehört wurden. Dies diente dem britischen Geheimdienst als wertvolle Ergänzung der durch die militärischen Funkabhörstellen im Rahmen des Y Service aufgefangenen feindlichen Funksprüche. Zur Entzifferung und nachrichtendienstlichen Auswertung wurden sie von hier gebündelt nach Bletchley Park weitergeleitet. Arkley View beherbergte auch eine eigene Y Station.

## Geschichte
Arkley View stand etwa 18 km nördlich der Londoner Innenstadt im Dorf Arkley bei Barnet, einer damals eigenständigen Gemeinde, die heute zu London gehört. Kurz nach Kriegsbeginn wurde es, wie viele Gebäude in Arkley, durch das britische Militär requiriert und diente als Militärstützpunkt. Ab 1940 beherbergte es den Radio Security Service (RSS), also die für die Funkaufklärung zuständige Abteilung des britischen Geheimdienstes (Military Intelligence, Section 8). Hier wurden verdächtige Funksendungen aller Art, insbesondere verschlüsselte deutsche Funksprüche abgehört.
Ergänzend zu den militärischen Horchposten halfen unzählige Funkamateure (englisch hams), oft junge Menschen, die im britischen Funkamateurverband (RSGB) organisiert waren, bei der mühsamen Arbeit des Abhörens und Aufzeichnens der feindlichen Funksprüche. Sie leisteten damit als sogenannte Voluntary Interceptors (kurz VIs; deutsch etwa: „Freiwillige Abhörer“) einen wertvollen Beitrag zu den britischen Kriegsanstrengungen. Die im Morsecode abgehörten und zumeist mit der Enigma-Maschine verschlüsselten deutschen Geheimtexte wurden durch die VIs schlicht per Hand aufgezeichnet und an die Deckadresse „Box 25, Barnet“ (Barnet, Postfach 25) geschickt. Dahinter versteckte sich die Station Arkley View. Hier wurden die Abhörprotokolle gesammelt und anschließend gebündelt per Dispatch rider (Kraftradmelder) über die gut 50 km lange Strecke nach Bletchley gebracht. Dort gelang den britischen Codebreakers in Bletchley Park die erfolgreiche Entzifferung und nachrichtendienstliche Auswertung. Die deutschen Funksprüche enthielten nicht selten kriegswichtige Informationen, die die Briten unter dem Decknamen Ultra zusammenfassten und für ihre eigenen Planungen nutzten.
Nach dem Zweiten Weltkrieg wurde die Station in Arkley View aufgelöst und das Gebäude abgerissen.